# Dune: Jihadul butlerian
Dune: Jihadul butlerian (2002) (titlu original Dune: The Butlerian Jihad) este un roman science fiction scris de Brian Herbert și Kevin J. Anderson, a cărui acțiune se petrece în  universul Dune creat de  Frank Herbert. Este prima carte din Legendele Dunei, care are loc cu 10.000 de ani înaintea evenimentelor din celebra carte Dune. Seria povestește despre Jihadul butlerian, un război ficțional pe care ultimii oameni liberi din univers îl poartă împotriva mașinilor gânditoare, o forță violentă și autoritară condusă de calculatorul Omnius. 

## Intriga
Jihadul butlerian introduce o generație de personaje din care se vor naște familiile care vor deveni ulterior cele mai importante din univers: Casa Atreides, Casa Corrino și Casa Harkonnen. Serena Buttler, fata viceregelui Ligii Nobililor, este una dintre vocile puternice ale rebeliunii. Iubitul ei, Xavier Harkonnen, conduce forța militară de pe capitala curentă a Ligii, Salusa Secundus. La începutul cărții, Xavier respinge un atac al armatei de cymeci a lui Omnius. Cymecii sunt foști eroi umani, ale căror creiere sunt păstrate în recipiente ce pot fi instalate pe o sumedenie de corpuri mecanice înspăimântătoare, prelungindu-le viața și făcându-i de neoprit. Cei doisprezece cymeci originali (autointitulați 'titani') au cucerit universul bazându-se pe încrederea și dependența de mașini a oamenilor, dar au fost răsturnați de Omnius, o inteligență artificială creată de ei. Căutând să înlocuiască haosul uman cu ordinea mașinilor, Omnius a pornit războiul dintre oameni și mașini. În mod ironic, Vorian Atreides este fiul și subordonatul conducătorului titanilor cymeci, Agamemnon (al cărui nume, Atreides, vine de la Casa Atreus din epopeea antică grecească Iliada)
Între timp, pe Rossak, un ordin matriarhal își perfecționează puterile psihice distructive pe care vrea să le folosească împotriva mașinilor, menținând un program de înmulțire care îi permite să creeze telepate tot mai puternice. Magnatul Aurelius Venport este pe cale să descopere o substanță interesantă, mirodenia, iar faimosul inventator Tio Holtzman o acceptă pe Norma Cenva, un geniu, în slujba sa.
Serena este capturată de titanul Barbarossa și pusă sub supravegherea lui Erasmus, un robot independent care încearcă să înțeleagă în amănunt oamenii, astfel încât mașinile gânditoare să le poată fi superioare în întregime. Din nefericire, metodele sale de studiu implică deseori vivisecții și torturarea sclavilor săi. Lui Erasmus îi place de Serena, la fel cum i se întâmplă și tânărului Vorian Atreides. Când Serena își dă seama că este însărcinată cu băiatul lui Xavier și, ulterior, îl naște pe Manion, Erasmus e deranjat și nu numai că îi extirpă Serenei uterul, dar îl și omoară pe copil în fața ei. 
Acest eveniment stârnește Jihadul, iar tânărul Manion devine repede primul martir, Manion cel Nevinovat. Vorian, aflând despre crimă și înțelegând minciuna în care a trăit ca om de încredere al mașinilor, își trădează stăpânii și fuge cu Serena. Ei sunt acompaniați de un alt om de încredere al mașinilor, Iblis Ginjo, un conducător de sclavi care pune la cale rebeliunea de pe Pământul sincronizat.

Prima victorie a așa-numitului Jihad butlerian o reprezintă distrugerea Pământului și a hiperminții Omnius de pe planetă cu ajutorul bombei atomice. Iblis (acum Mare Patriarh al Jihadului Sfânt) și Serena (Preoteasa Jihadului) devin liderii religioși ai rebeliunii oamenilor, iar Xavier și Vorian - generalii. Brutalii titani sunt disperați să scape de sub conducerea stăpânului lor și pornesc propriul război, în timp ce Omnius și Erasmus sunt hotărâți să cucerească și să distrugă întreaga omenire.
Pe o planetă deșertică singuratică, cunoscută sub numele de Arrakis, se plantează semințele legendei lui Selim Călărețul Viermilor, un proscris al tribului său, care vede viitorul lui Shai-Hulud și vrea să își salveze Zeul de cei care îi fură mirodenia.